# Fortunato Zampaglione

Fortunato Zampaglione (2017)

Fortunato Zampaglione (* 24. Februar 1975 in Monza) ist ein italienischer Songwriter und Sänger.

## Karriere
Zampaglione ist sizilianischer Abstammung und kommt aus einer musikalischen Familie: Bereits sein Vater und auch sein Großvater waren als Songwriter tätig. Seine erste Single Gioia veröffentlichte er im Jahr 2000, sein Debütalbum 1975 erschien Ende 2001. Dabei arbeitete er mit dem Gitarristen Andrea Zuppini zusammen.
Seither ist Zampaglione ausschließlich als Songwriter tätig, u. a. für Emma Marrone, Francesca Michielin oder Giusy Ferreri. Mit Il mio giorno più bello nel mondo, gesungen von Francesco Renga, gelang ihm 2014 erstmals ein Nummer-eins-Hit, ein Erfolg, den er noch im selben Jahr mit Guerriero und 2015 mit Ti ho voluto bene veramente, jeweils für Marco Mengoni, wiederholen konnte. Patty Pravo trat beim Sanremo-Festival 2016 mit dem von Zampaglione geschriebenen Lied Cieli immensi an und konnte den Kritikerpreis erlangen.

## Diskografie solo
Alben
- 1975 (2001)

## Belege
1. ↑  Fortunato Zampaglione - Età, città natale e biografia. Abgerufen am 25. Februar 2022 (italienisch).
2. ↑  ‘1975’, primo album di Fortunato Zampaglione. In: Rockol.it. 19. November 2001, abgerufen am 14. Januar 2016 (italienisch).

| Personendaten    | Personendaten                       |
| ---------------- | ----------------------------------- |
| NAME             | Zampaglione, Fortunato              |
| KURZBESCHREIBUNG | italienischer Songwriter und Sänger |
| GEBURTSDATUM     | 24. Februar 1975                    |
| GEBURTSORT       | Monza                               |